# Легун, Антон Александрович
Антон Легун (англ. Anton Legun; 10 июля 1991, Белоруссия) — белорусский хоккеист, правый защитник. Воспитанник хоккейной школы СДЮШОР-12 (МИНСК). В настоящее время игрок завершил карьеру профессионального хоккеиста.

## Карьера
Антон Легун начал свою профессиональную карьеру в команде высшей лиги чемпионата Белоруссии «Керамин-2». Перед началом сезона 2010/11 Антон подписал контракт с клубом «Юность», выступающую в чемпионате России среди молодёжных команд. Показав хорошую игу, был приглашен в молодёжную национальную сборную для участия в чемпионате мира. С 2011 по 2014 года закрепился в основном составе «Могилёва». В 2014 году пробился в вновь образовавшуюся команду Экстралиги "Динамо-Молодечно". Завершал карьеру в ХК "Витебск", где провел 11 матчей.

## Международная
В составе сборной Белоруссии Антон Легун принимал участие в молодёжном чемпионате мира 2010 года, на котором он вместе с командой стал серебряным призёром, в 5 проведённых матчах занес в актив +2 по системе +/-, результативных баллов не набирал.

## Достижения
- Чемпион Высшей лиги Белоруссии - 2009.
- Серебряный призёр чемпионата Мира (юниоры до 20 лет). Дивизион I-2010. Группа A 2010.
- Серебряный призёр Высшей лиги Белоруссии - 2011.
- Серебряный призёр Высшей лиги Белоруссии - 2012.